# Steffen Stranz
Steffen Stranz (Kassel, RFA, 16 de mayo de 1960) es un deportista alemán que compitió para la RFA en judo. Ganó dos medallas de bronce en el Campeonato Mundial de Judo en los años 1983 y 1985, y dos medallas de bronce en el Campeonato Europeo de Judo en los años 1983 y 1987.

## Palmarés internacional
| Campeonato Mundial | Campeonato Mundial   | Campeonato Mundial | Campeonato Mundial |
| Año                | Lugar                | Medalla            | Categoría          |
| ------------------ | -------------------- | ------------------ | ------------------ |
| 1983               | Moscú ( URSS)        | Medalla de bronce  | –71 kg             |
| 1985               | Seúl (Corea del Sur) | Medalla de bronce  | –71 kg             |
| Campeonato Europeo |                      |                    |                    |
| Año                | Lugar                | Medalla            | Categoría          |
| 1983               | París (Francia)      | Medalla de bronce  | –71 kg             |
| 1987               | París (Francia)      | Medalla de bronce  | –71 kg             |